# Kerti iszalag
A kerti iszalag (Clematis x jackmanii) a boglárkafélék (Ranunculaceae) családjába tartozó cserje.
A Clematis nemzetség képviselői általában az erdőszélek, a ritkaárnyékű erdők vagy a bozótosok liánnövényei.
Közülük a nálunk is őshonos erdei iszalag (Clematis vitalba) 10–12 m magasra, a mienknél enyhébb és kiegyenlítettebb klímából származó Clematis montana 6–8 m magasra, míg a Dél-Európai és Kelet-Ázsiai szülök keresztezéséből származó Clematis x jackmanii és a többi nagyvirágú hibrid nálunk legfeljebb 4 m-re kapaszkodik a periodikus visszafagyás vagy visszaszáradás miatt.
A kerti iszalag mellett a kertekben korábban elterjedt kevéssé díszes Clematis viticella ma már visszaszorult.

## Leírása
Hibrid faj, az első idesorolt típust mintegy 100 éve állították elő a Clematis viticella és a C. lanuginosa keresztezésével.
3–4 m magasra kúszó cserje, egyszerű vagy hármas levelekkel.
Virágai nagyok (8–14 cm átmérőjűek), 4-6 db széles, tányérszerűen szétterülő, sötétkékes-ibolyaszínű lepellevelekkel. A virágok az az évi hajtásokon júniustól októberig többé-kevésbé folyamatosan nyílnak.
A nagyvirágú iszalagok közül ez a fajta a legrégibb, a legedzettebb.

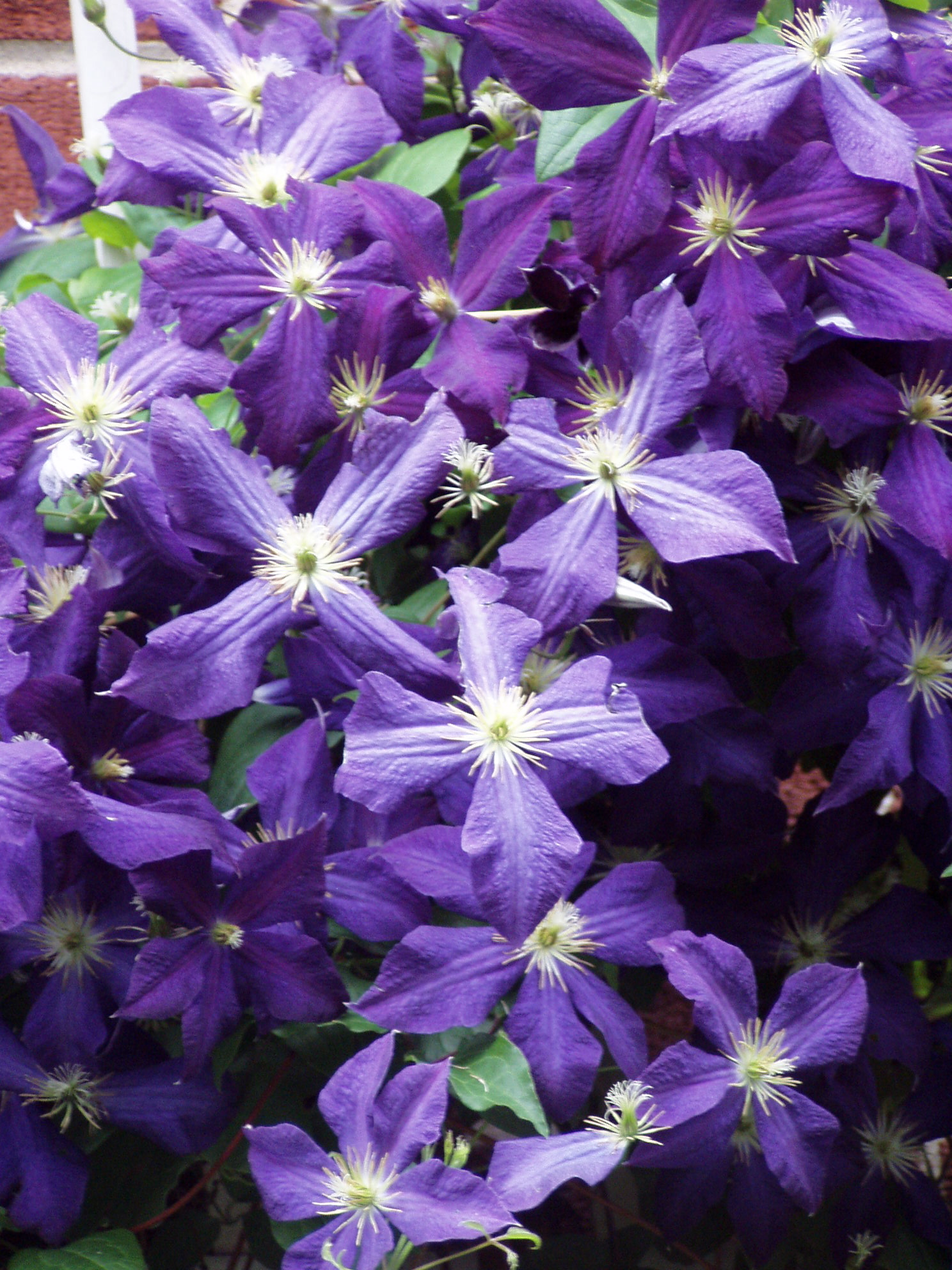
Kerti iszalag

Ezért nálunk ez a legelterjedtebb.

## Egyéb nagyvirágú Clematis-hibridek
A 19. század közepétől kezdve Nyugat-Európában több kelet-ázsiai faj bekeresztezésével a nagyvirágú és szebbnél szebb fajták egész sorát állították elő.
Ezeket néha ugyancsak a C. x jackmanii néven hozzák forgalomba, de mindig a fajtanév megjelölésével.
Célszerűbb és elterjedtebb ezért inkább a nagyvirágú Clematis-hibridek elnevezés.
A fajták skálája óriási, a hófehértől a rózsaszín és piros különböző árnyalatain keresztül egészen a mély sötétliláig terjed.
Nagy részük nem újkeletű és többnyire nyugat-európai szaporítóüzemekből hazánkba kerül, majd nálunk fokozatosan "kikopik" a szortimentből. A pusztulás gyakran egyes fajták fokozott talajigényére, a szárazsággal, a talaj nyári felhevülésével vagy téli átfagyásával szembeni érzékenységre vezethető vissza, de még gyakoribb az ún. klematisz hervadás okozta pusztulás.
A kór leginkább a fiatal telepítéseket károsítja, a hajtások egyik napról a másikra hirtelen elfonnyadnak.
Szerencsés esetben a bokor tőről újra kihajt, de gyakoribb a teljes pusztulás.
A betegség oka részben az élettani legyengülés, de a közvetlen pusztulást általában a Coniothyrium clematidis-rectae talajlakó gomba idézi elő.
Ellene a laza, levegős talajkeverékkel, a tő beárnyékolásával, illetve híg gombaölőszeres permetezéséssel védekezhetünk a májusi időszakban.
A csoport tagjai az alábbi alcsoportokba sorolhatók:
- Az idei hajtásokon folyamatosan virágzók
  - Jackmanii csoport

Ide tartoznak a legedzettebb, legellenállóbb fajták, viráguk többnyire kék vagy kékeslila. ismertebbek a 'Jackmanii Superba', a csaknem feketés-ibolyaszínű 'Gipsy Queen', az ibolyáskék alapon bíborral csíkozott 'Xerxes', a selymes lilásrószaszín 'Comtesse de Bouchard', ritkább a 'Jackmanii Alba'.
- - Viticella csoport

Az előző csoporthoz hasonlóan edzett, jól bevált fajtákat tartalmaz, többnyire világító liláspiros, vagy mély borvörös viráfszínnel, pld. 'Ville de Lyon'.
- - Lanuginosa csoport

Virágaik igen nagyok, többnyire hófehérek, a lepellevelek közepén többnyire hosszanti széles színes sávval.
Ezek a legszebb, de egyben a legkényesebb, rövid életű fajták.
Közülük a fehér alapon bíbor rózsaszín sávos 'Nelly Moser' a legismertebb.

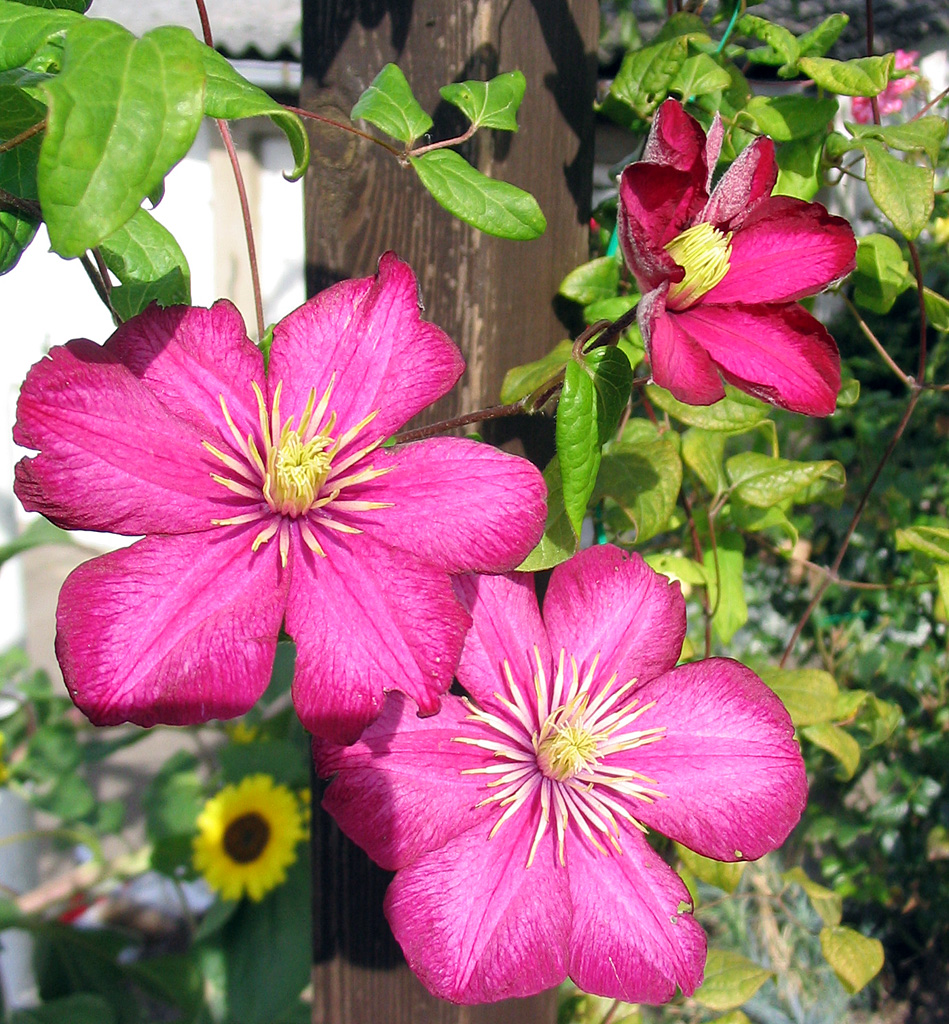
Clematis "Ville de Lyon'
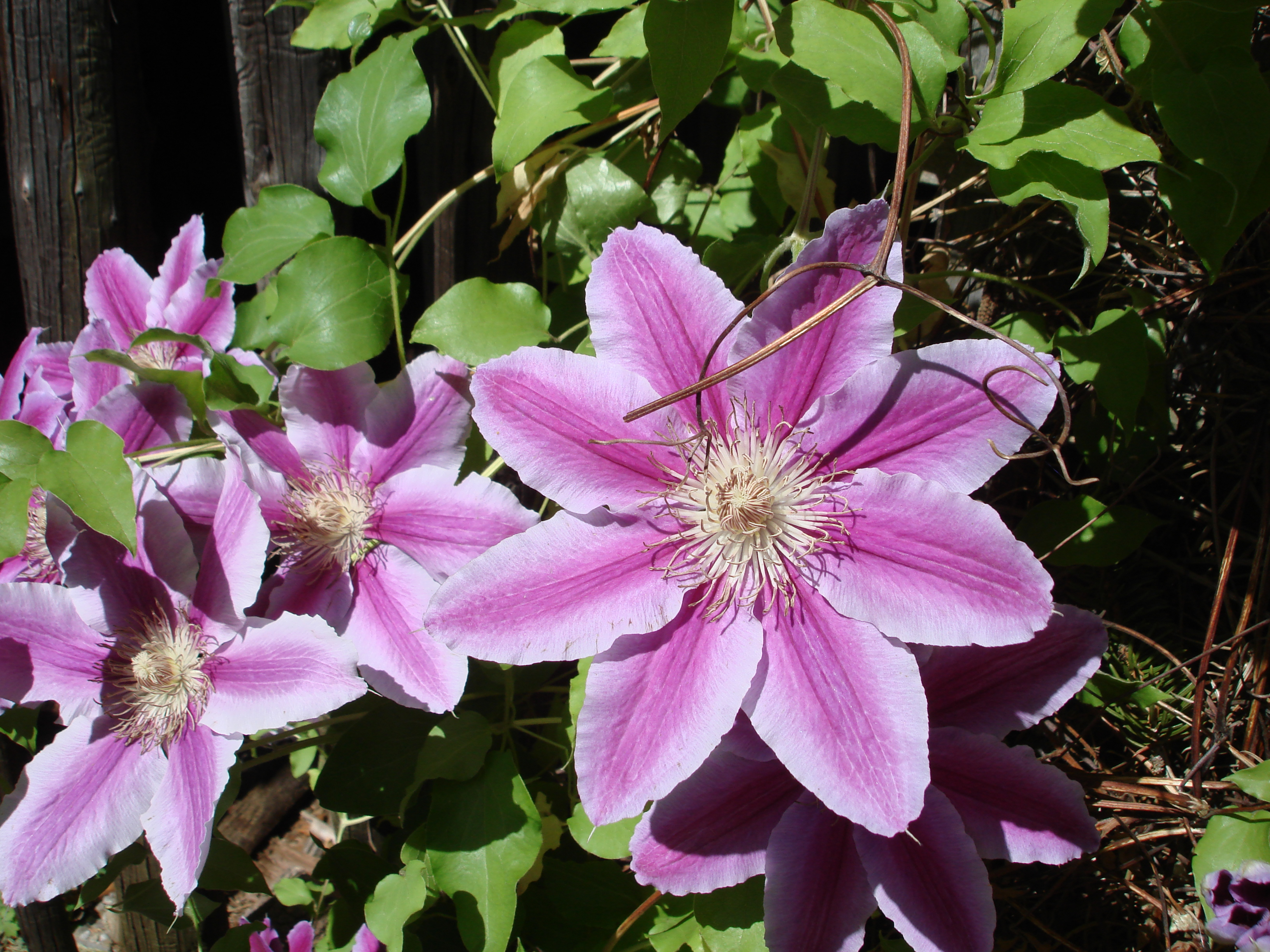
Clematis viticella
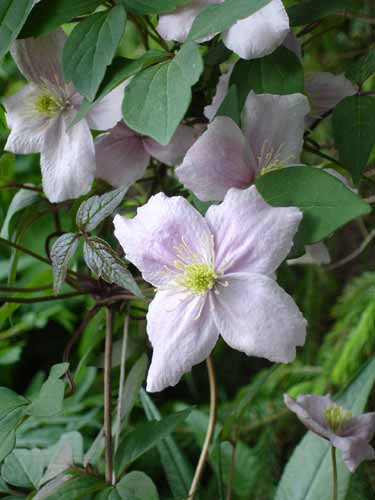
Clematis montana
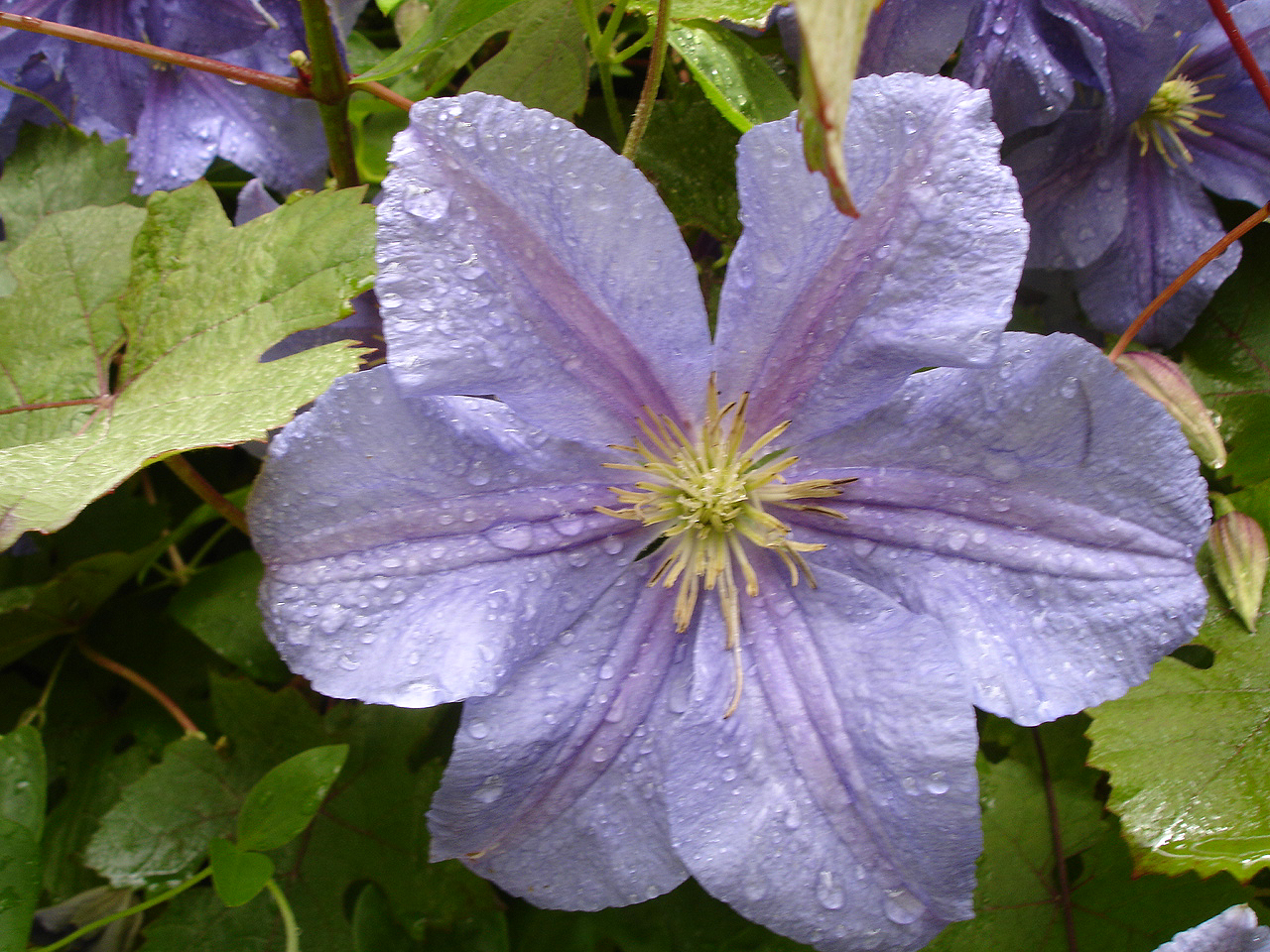
Clematis 'Perle d'Azur fajta
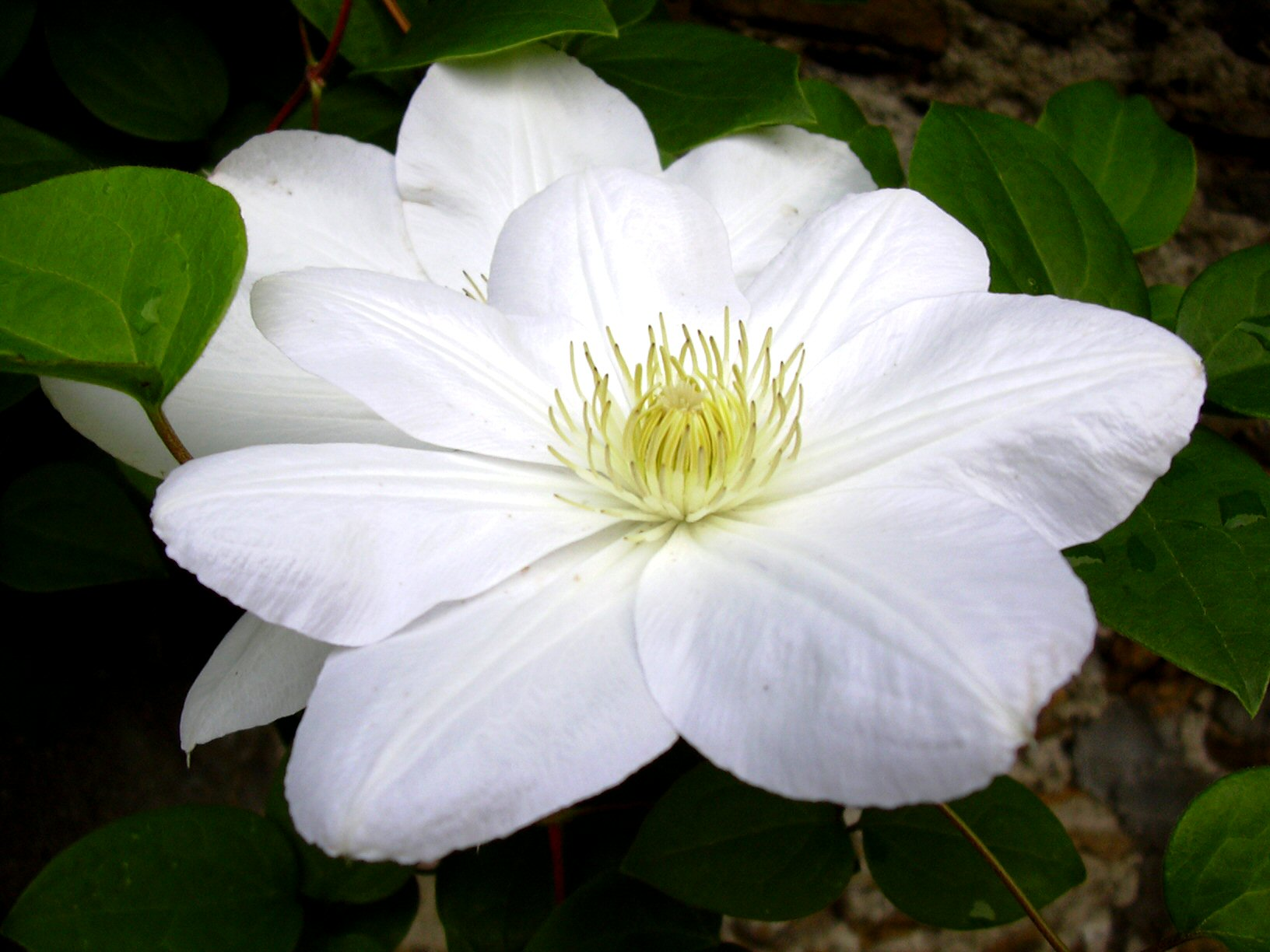
Clematis 'Mme Van Houtte' fajta
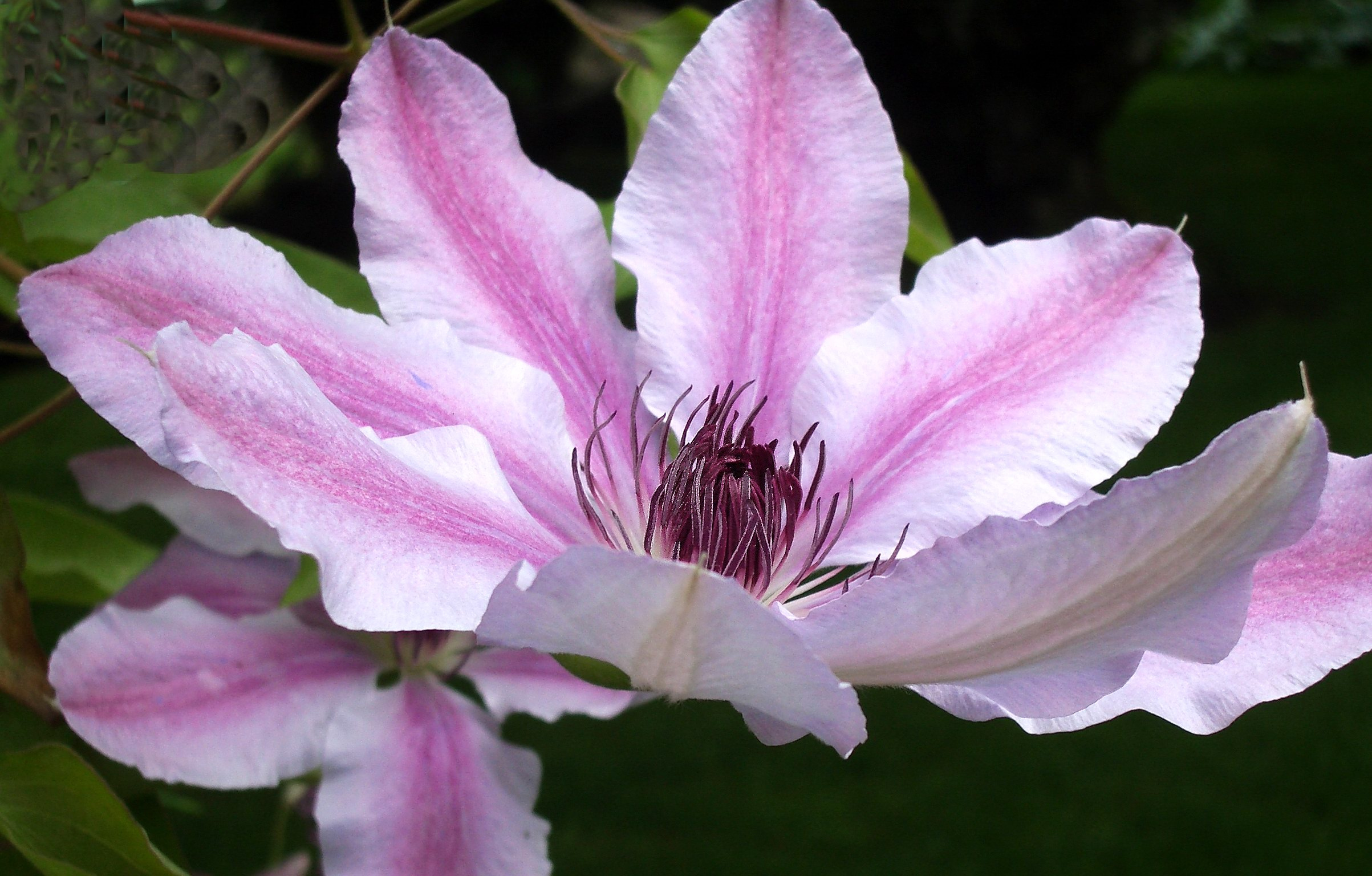
Clematis 'Nelly Moser'

- Az előző évi vesszőkön rövid leveles oldalhajtásokon virágzó fajták
  - Patens csoport

Tavasszal és nyár elején nyíló fajták tartoznak ide, többnyire kék virágszínnel. Edzettebbek mint a Lanuginosa csoport, de kényesebbek mint a Viticella csoport fajtái.
Legismertebbek: a sötét ibolyakék 'President', az azúrkék 'Lazurstern', vagy a bíborkék, telt vagy félig telt 'Daniel Deronda'.
- - Florida csoport

Nyáron nyílnak, igen kényesek. Nálunk csak elvétve és igen rövid ideig élnek meg.
A kerti iszalag és egyéb nagyvirágú hibridek elsősorban házikertbe, ritkábban az igen intenzíven fenntartott parkokba alkalmasak, kisebb pergolák, virágrácsok befuttatására. Általában keleti fekvésben, vagy félárnyékban érzik jól magukat.
Tövüket télire érdemes takarni,ajánlatos a rendszeres metszésük.
Szaporításuk, a tiszta fajok magját érés után azonnal a szabadba vetjük.
A nagyvirágú fajták szaporításmódja a téli üvegházi oltás, egyrügyes szemlapok felhasználásával, az erdei iszalag fiatal magcsemetére vagy gyökérdarabjaiba.
Jelenleg a leggyakoribb a speciális módon elvégzett és hormonkezeléssel kiegészített zölddugványozás.

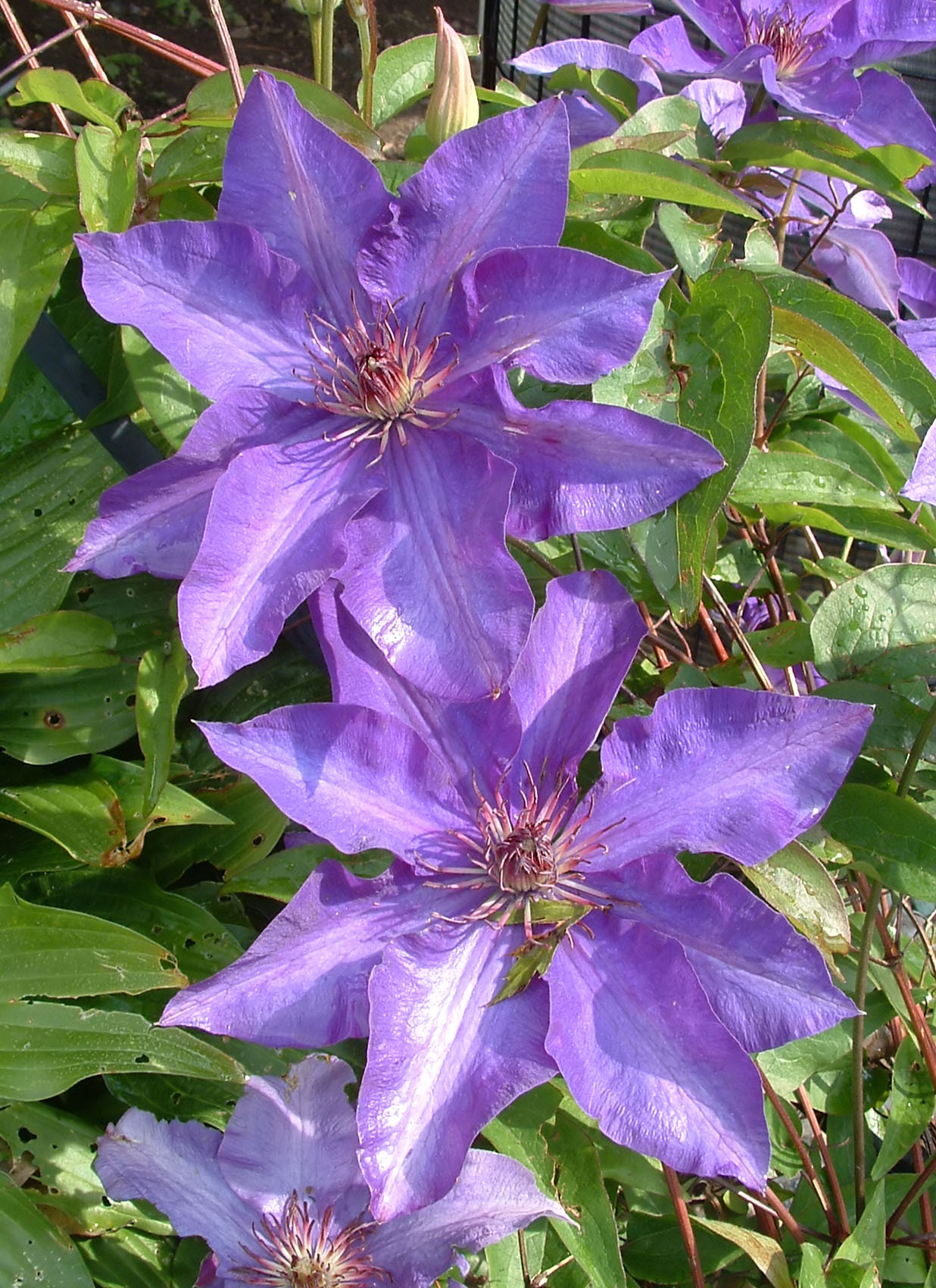
Clematis 'President' fajta
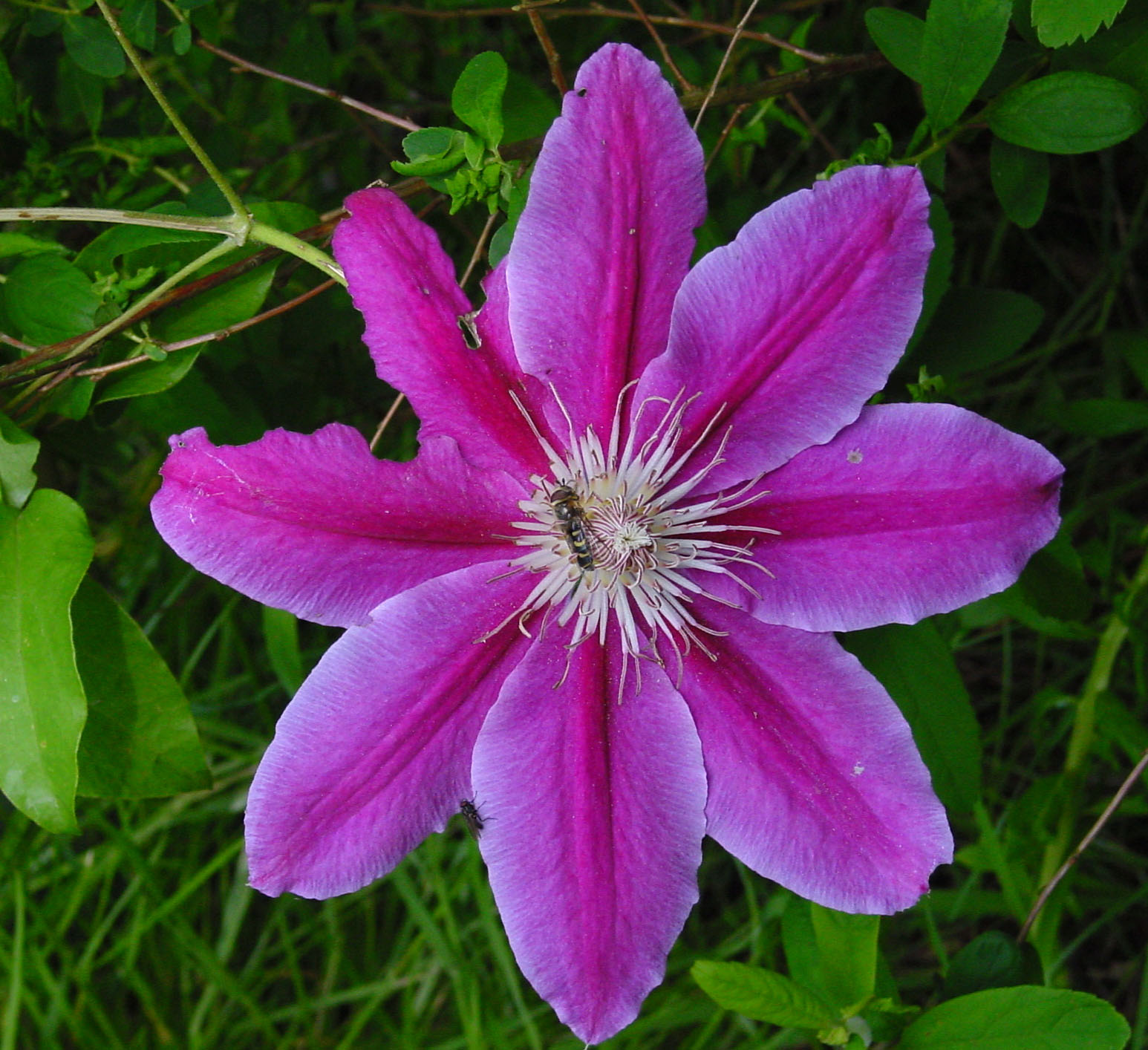
Clematis 'Dr. Ruppel'
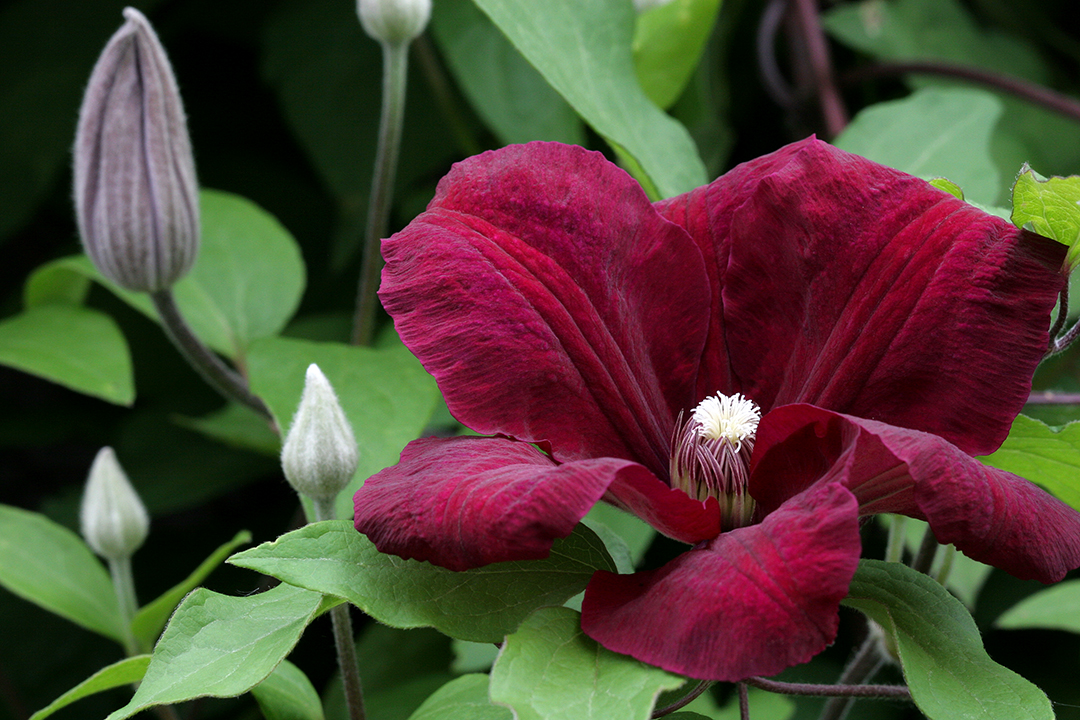
Clematis 'Rouge cardinal'

## További iszalag fajok
- Clematis brachiata
- Clematis cirrhosa
- Clematis heracleifolia
- Clematis flammula
- Clematis fargesii
- Clematis tubulosa
- Clematis tangutica
- Clematis rehderiana
- Clematis ochroleuca
- Clematis obvallata
- Clematis lasiantha
- Clematis virginiana
- Clematis viticella
- Clematis tubulosa
- Clematis tangutica
- Réti iszalag Clematis integrifolia- védett!
- Havasi iszalag Clematis alpina- védett!

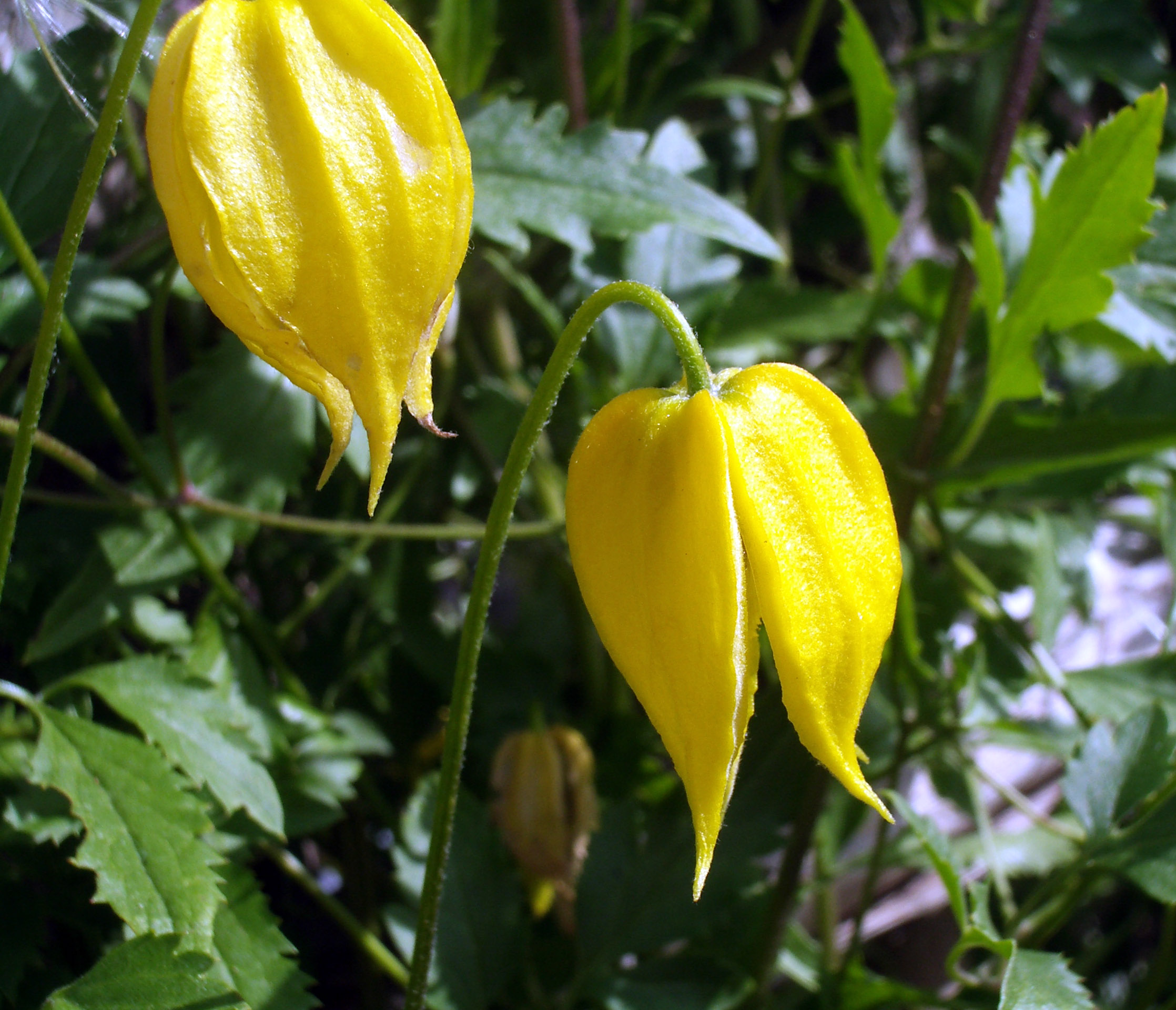
Clematis tangutica
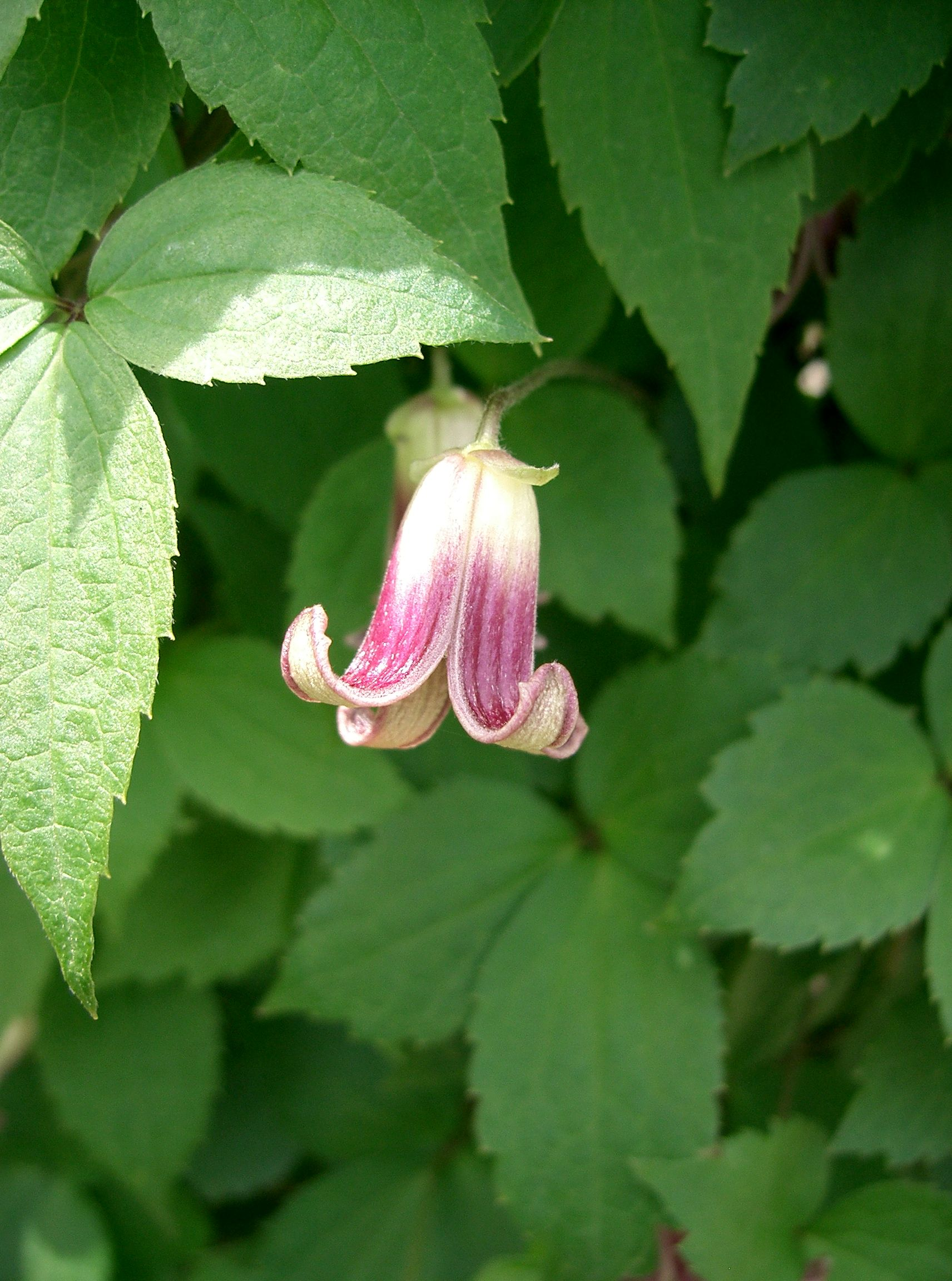
Clematis obvallata
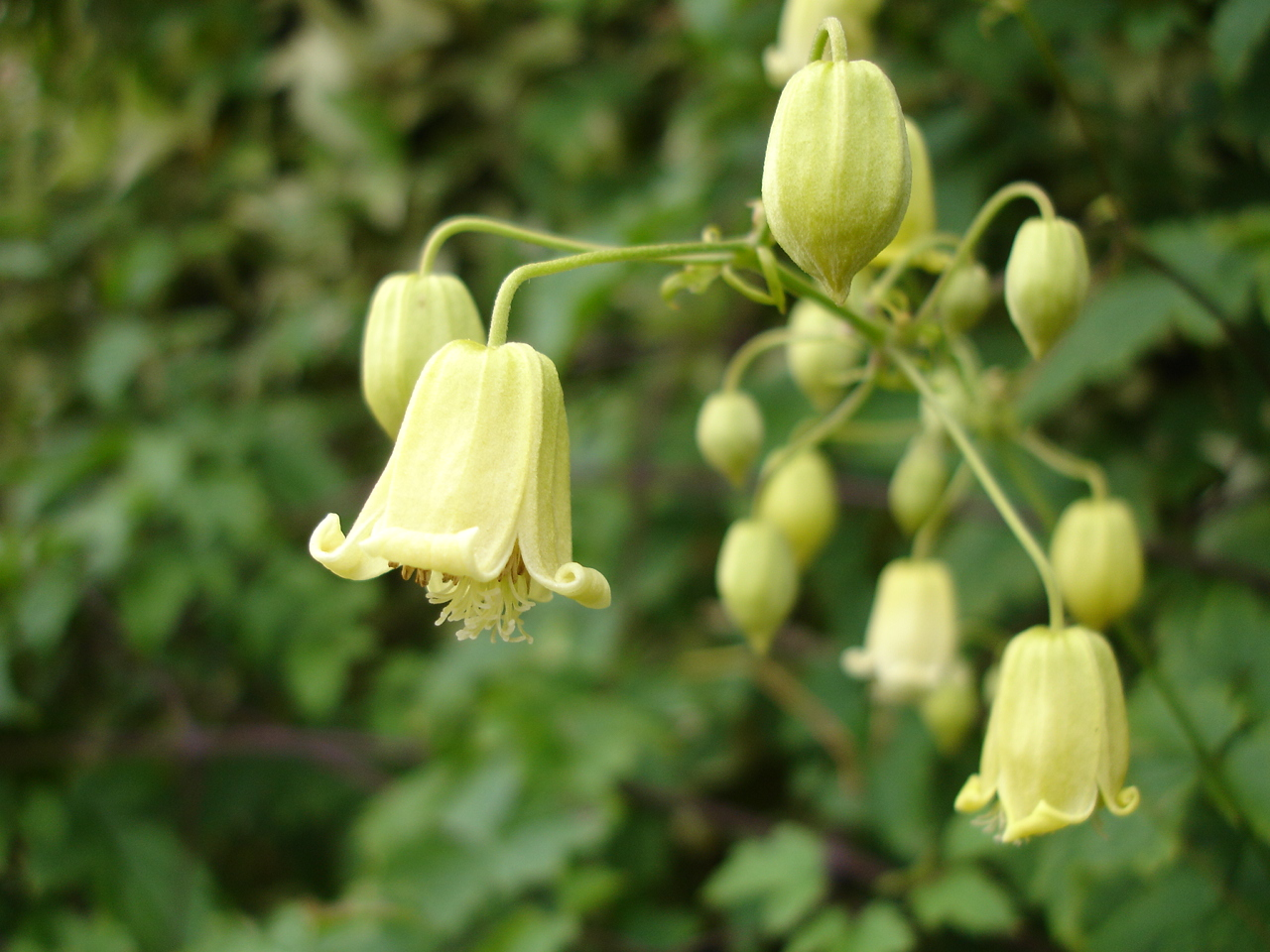
Clematis rehderiana
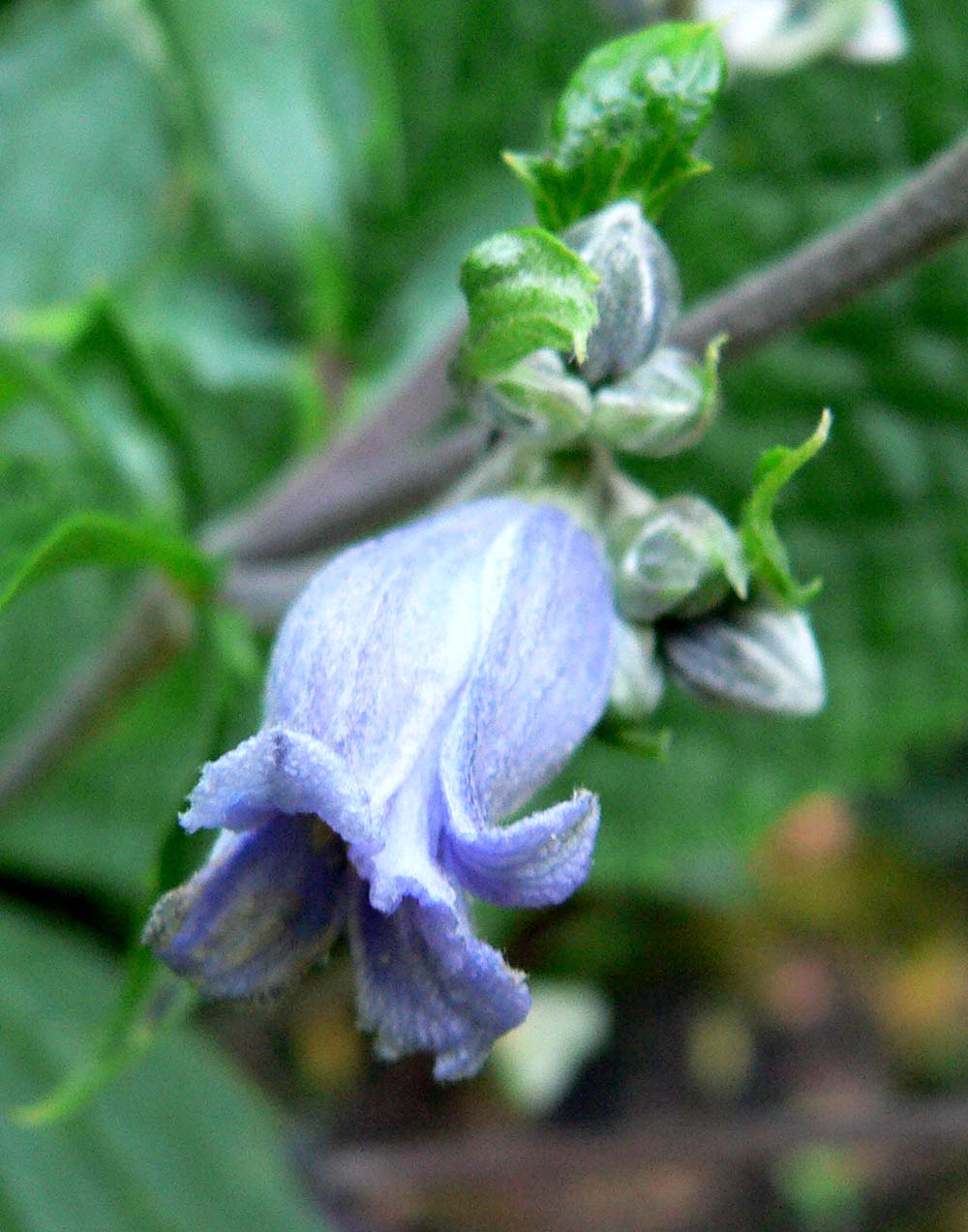
Clematis heracleifolia
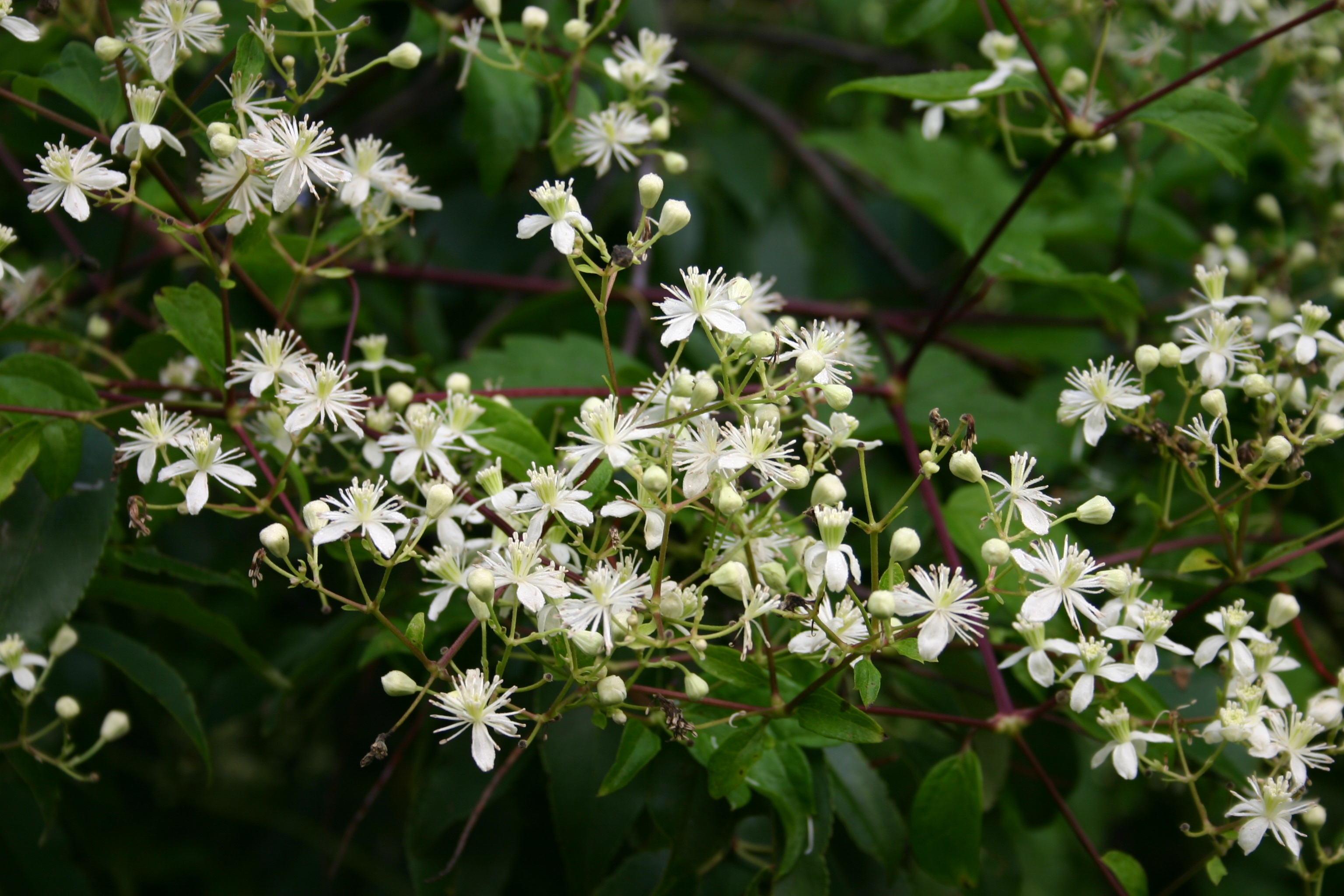
Clematis virginiana